# Het gewonde hert
Het gewonde hert (Spaans: El venado herido; Engels: The Wounded Deer) is een olieverfschilderij van de Mexicaanse surrealistische kunstschilderes Frida Kahlo. Ze maakte het in 1946, tegen het einde van haar leven, toen haar gezondheid achteruitging. Door middel van dit werk deelt Kahlo haar aanhoudende fysieke en emotionele lijden met haar publiek, zoals ze vaker deed.
Kahlo raakte op 18-jarige leeftijd betrokken bij een verkeersongeluk waarbij haar hele lichaam ernstig gewond raakte. Vooral haar ruggengraat, ribben, bekken, rechterbeen en buik waren beschadigd. Ze zou de rest van haar leven de wonden van dit ongeluk dragen. Tijdens haar herstel droeg ze een stalen korset, wat te zien is in haar late zelfportretten, zoals in La columna rota.
In 1940 trouwde Kahlo voor de tweede keer met de Mexicaanse kunstenaar Diego Rivera. Hun tweede huwelijk zag veel van dezelfde problemen als hun eerste, vol jaloezie, affaires en ruzies.
Mogelijk heeft Kahlo zich laten inspireren door Granizo, het hert dat ze als huisdier hield.
Het schilderij werd door Kahlo als huwelijksgeschenk gegeven aan haar goede vrienden Arcady en Lina Boytler.

## Interpretaties
In Het gewonde hert deelt Kahlo haar levenslange splanchnische pijn met haar publiek. De pijn die ze vertegenwoordigt, is niet alleen fysieke, maar ook de emotionele kwelling die wordt veroorzaakt door haar relatie met Rivera. Ondanks de wonden op het lichaam van het hert, schildert Kahlo geen gezicht vol angst, maar een vol kracht.
Door het mannelijke gewei stelt Kahlo zichzelf in dit schilderij voor als deels mannelijk en deels vrouwelijk, en zowel als dier en mens. De rechter voorpoot van het hert raakt de grond niet. Mogelijk is dit een verwijzing naar Kahlo's eigen handicap. Haar rechter onderbeen werd geamputeerd. Op het moment dat ze Het gewonde hert schilderde had ze dan ook moeite met lopen.
Sommige kunsthistorici zien de mannelijke en vrouwelijke kenmerken als een verwijzing naar Kahlo's biseksualiteit. Anderen duiden het eerder als hermafrodiet of als de relatie tussen mens en dier.